# BADR-3
BADR-3 (vormals Arabsat-3A oder Arabsat-2BSS) ist ein Fernsehsatellit der Arab Satellite Communications Organization (ARABSAT) mit Sitz in Riad.

## Missionsverlauf
Er gehört zur dritten Generation der ARABSAT-Satellitenflotte, startete am 26. Februar 1999 und wurde auf der Orbitalposition 26° Ost in Betrieb genommen.
Im Dezember 2001 mussten acht Transponder ausgeschaltet werden, nachdem durch einen Defekt in der Energieversorgung nicht mehr genügend Leistung zur Verfügung stand.

## Empfang
Die fast ausschließlich arabischsprachigen Programme sind in Nordafrika, dem Nahen Osten bzw. mittleren Osten, Europa und auf dem Balkan zu empfangen. Die Übertragung erfolgt im Ku-Band.